# Исцељење раслабљеног
Исцељење раслабљеног (од одра) је прича из Новог завета, из Синоптичких јеванђеља. У њеној суштини су речи раслабљенога Христу: немам човека, те се она чита као парабола о људском егоизму, четврте недеље по Васкрсу.

## Прича из Новог завета
Потом беше празник јудејски, и изиђе Исус у Јерусалим. А у Јерусалиму код Овчијих врата постоји бања која се на јеврејском зове Витезда, и има пет тремова. У њима лежаше велико мноштво болесника, слепих, хромих, сухих, који чекаху да се вода заталаса. Јер анђео Господњи повремено силажаше и узбуркаваше воду; и који би први ушао пошто се узбурка вода, оздравио би, ма од какве болести боловао. А онде беше неки човек који тридесет и осам година беше болестан. Кад Исус виде овога где лежи, и разуме да је већ много година болестан, рече му:
— Хоћеш ли да будеш здрав?
Одговори му болесник:
— Да, Господе, немам човека да ме спусти у бању када се узбурка вода; а док ја дођем, други сиђе пре мене.
Рече му Исус:

— Устани, узми одар свој и ходи. И одмах оздрави човек, и узе одар свој и хођаше....— (Јован 5, 1—9)